# San Cristóbal Nexquipayac
Nexquipáyac, es una población mexicana del Estado de México y el municipio de Atenco, localizado en la zona oriente del Valle de México.
Su carnaval lo ha vuelto un atractivo turístico al igual que su gastronomía ya que cuenta con un amplio menú gastronómico. 

## Localización y demografía
San Cristóbal Nexquipáyac se encuentra localizado en las coordenadas geográficas 19°34′50″N 98°55′40″O / 19.58056, -98.92778 y tiene una altitud de 2 248 metros sobre el nivel del mar, se encuentra en la zona norte del municipio de Atenco del que por población es la segunda localidad, se comunica con la cabecera municipal San Salvador Atenco por la Carretera Federal 142 y se encuentran separadas por alrededor de 10 kilómetros.
De acuerdo a los resultados del Censo de Población y Vivienda realizado el Instituto Nacional de Estadística y Geografía en 2010 la población de San Cristóbal Nexquipayac es de 6 661 habitantes de los que 3 323 son hombres y 3 338 son mujeres.

## Economía
Nexquipayac es una comunidad dedicada a la agricultura y ganadería y tiene carácter de ejido, sin embargo desde tiempos coloniales una de sus principales actividades fue la explotación de sal que se colectaba de las orillas del antiguo Lago de Texcoco, actividad que en pequeña escala se sigue realizando.